# Cratere Mélisande
Mélisande  è un cratere sulla superficie di Eros.